# Mori Masaki
Mori Masaki (Yokohama, 10 de marzo de 1941) es un mangaka, animador, guionista y cineasta japonés.

## Biografía
Su carrera en el mundo de la animación inició en 1963 en el estudio Mushi Production, donde trabajó inicialmente en el seriado Jungle Taitei. Dejó la compañía en 1968 para desempeñarse como mangaka, realizando algunas publicaciones a comienzos de la década de 1970. En 1979 se vinculó con el estudio Madhouse como director y guionista. Dirigió las series Natsu e no Tobira y Haguregumo, y los filmes Hiroshima y Toki no Tabibito: Time Stranger. En 1986 se retiró del mundo del anime, aunque continuó con su carrera como mangaka en la década de 1990.

## Filmografía
- 1963: Jungle Taitei (animador)
- 1964: Tetsuwan Atom: Uchū no Yūsha (asistente de producción)
- 1968: Sabu to Ichi Torimono Hikae (director)
- 1968: Wanpaku Tanteidan (productor)
- 1979: Animation Kikō Marco Polo no Bōken (director)
- 1981: Natsu e no Tobira (director)
- 1982: Haguregumo (director)
- 1983: Hiroshima (director)
- 1983: Harmagedon: Genma Taisen (guion, diseño)
- 1985: Babī ni Kubittake (diseño)
- 1985: Kamui no Ken (guion)
- 1986: Toki no Tabibito: Time Stranger (director, guion)